# Chaîne de montagnes
 (février 2014).
Si vous disposez d'ouvrages ou d'articles de référence ou si vous connaissez des sites web de qualité traitant du thème abordé ici, merci de compléter l'article en donnant les références utiles à sa vérifiabilité et en les liant à la section « Notes et références ».

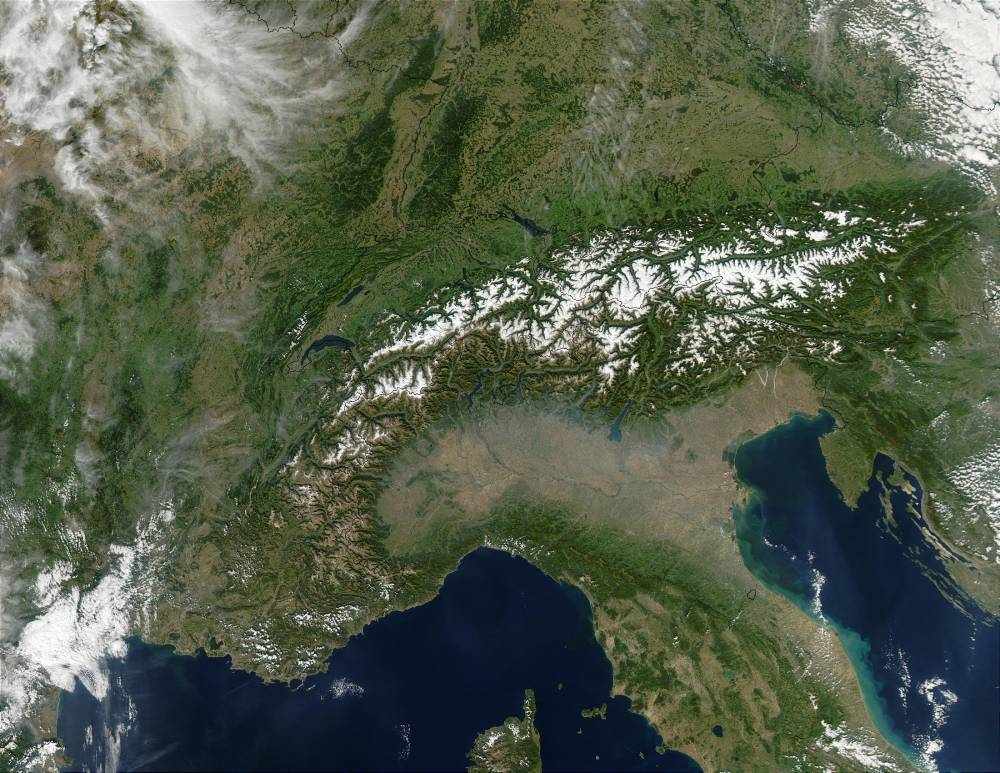
Vue satellitaire de la chaîne des Alpes.

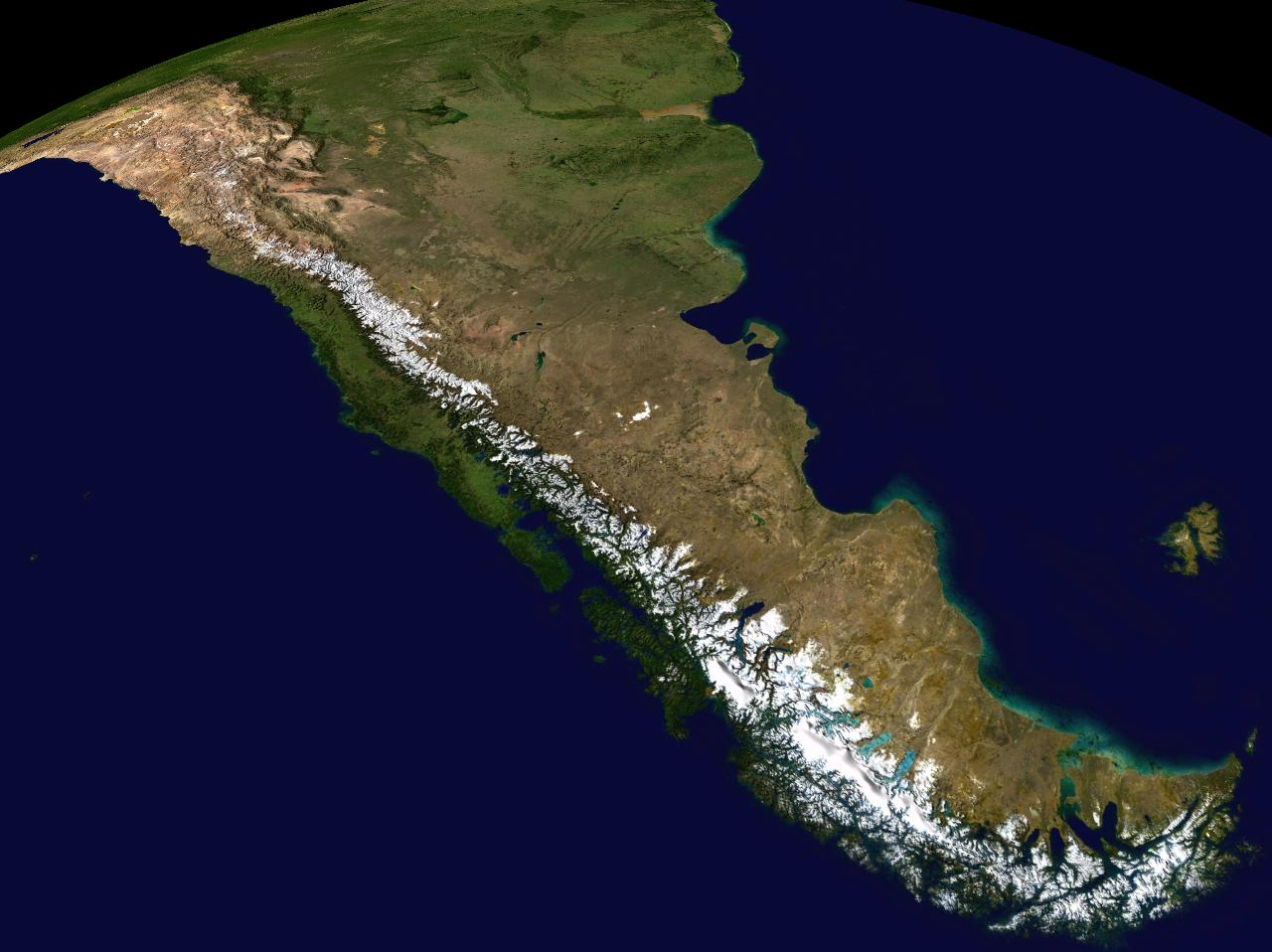
Vue satellitaire de la partie sud de la cordillère des Andes.

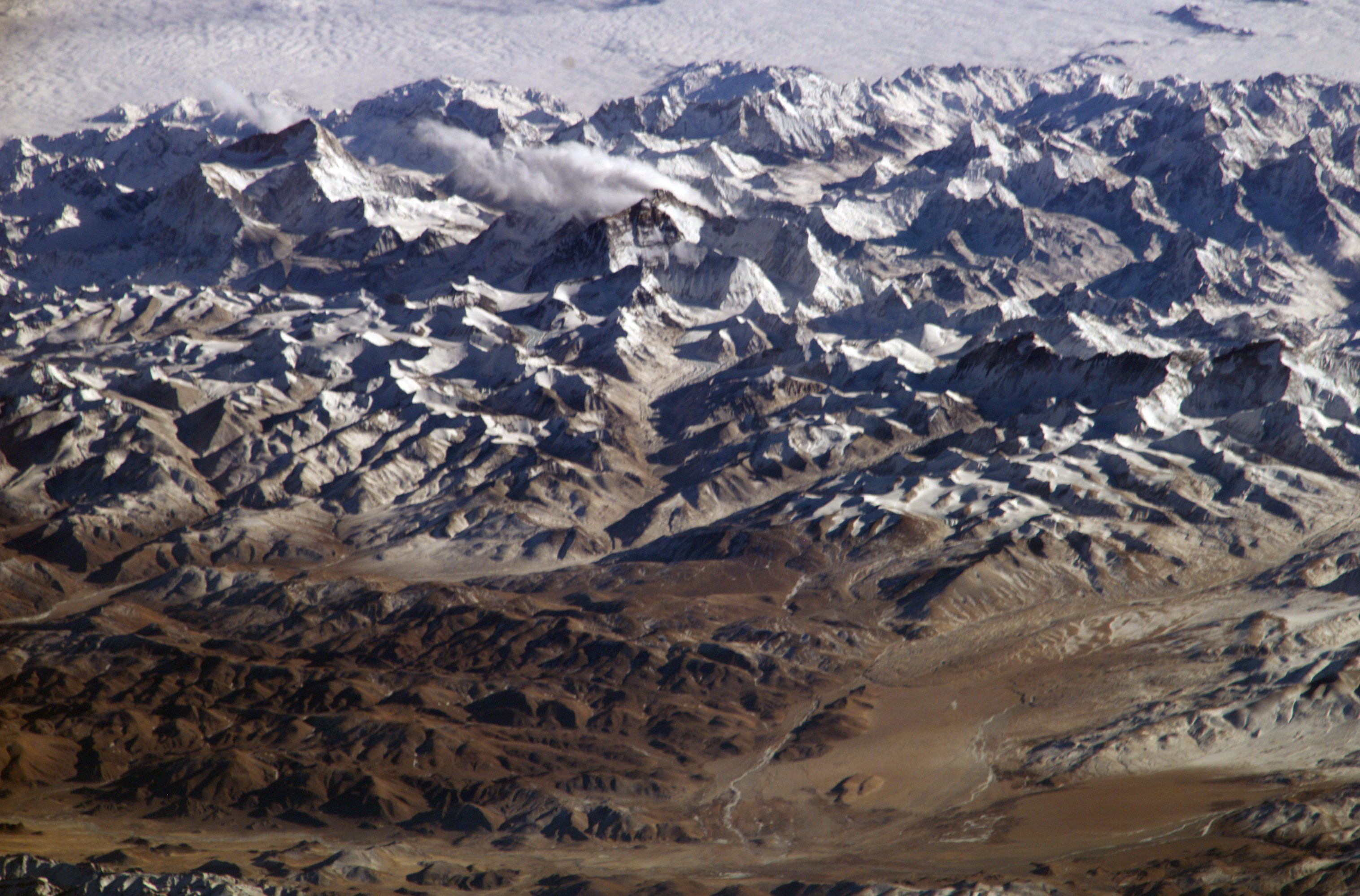
Vue sur la chaîne de l'Himalaya.

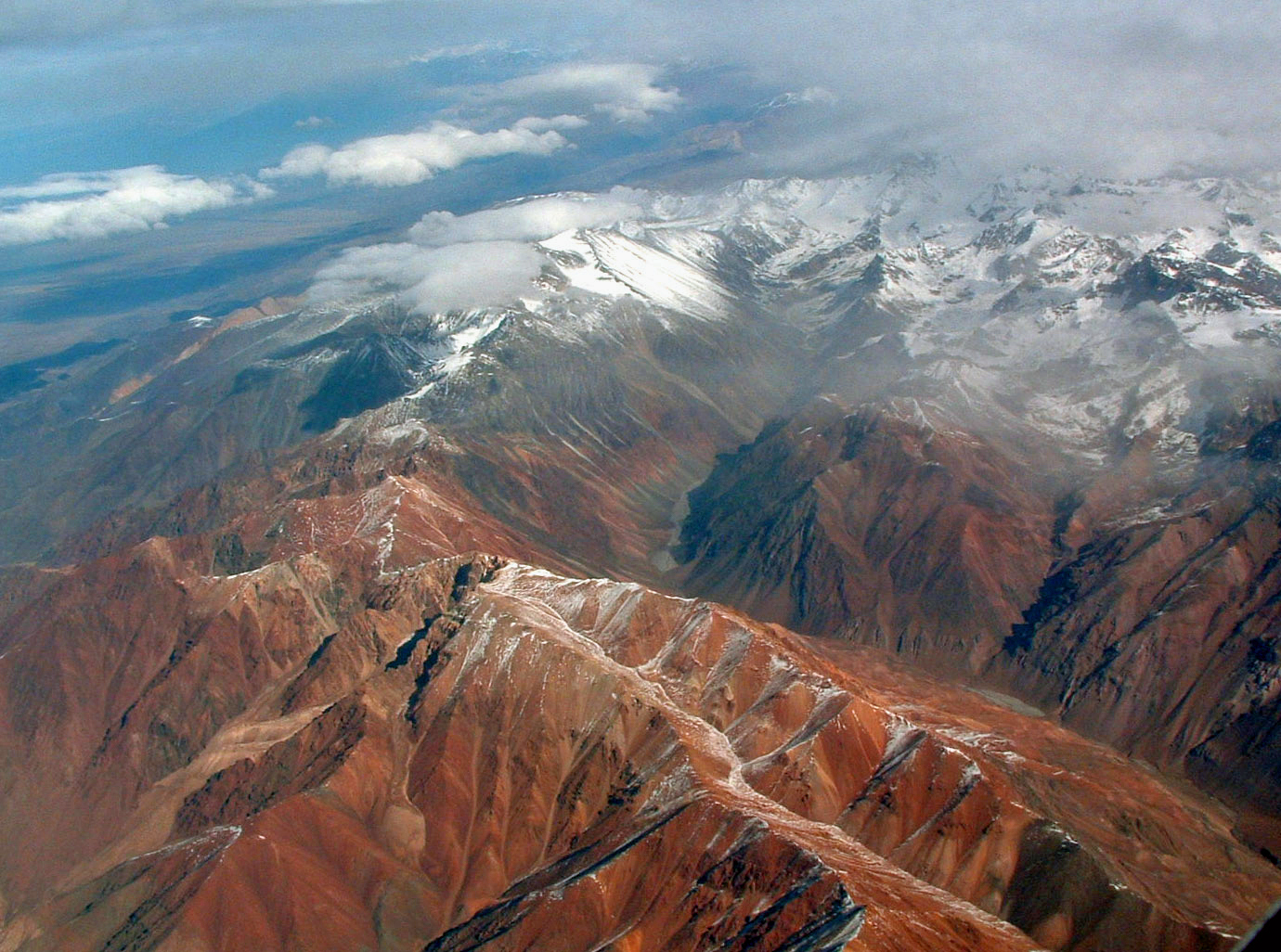
Vue aérienne d'une ligne de crête dans la cordillère des Andes.

Les dorsales océaniques sont représentées par une ligne rouge.

Une chaîne de montagnes est un relief d'altitude rassemblant plusieurs montagnes (sommets, pics, monts et autres aiguilles) de même nature géologique. En général, elle présente une longueur nettement supérieure à sa largeur. Une chaîne particulièrement longue et étroite est qualifiée de cordillère. L'origine géologique d'une chaîne de montagnes s'explique par la tectonique des plaques. Elle est la conséquence soit de la collision de deux plaques continentales, soit de la subduction d'une plaque océanique sous une plaque continentale ou sous une autre plaque océanique.
Les chaînes de montagnes sont des éléments géomorphologiques de premier plan. Elles influent sur le climat, sur la répartition des populations animales, végétales et humaines, et servent souvent de frontières politiques.
Un chaînon est un sous-ensemble montagneux possédant une seule ligne de crête, contrairement au massif montagneux qui en a plusieurs.

## Définition
En géographie, une chaîne de montagnes est un relief d'altitude qui s'étend sur une longueur variable, allant de quelques centaines à quelques milliers de kilomètres, et dont la largeur est nettement inférieure. Une chaîne particulièrement longue et étroite est qualifiée de cordillère, notamment dans les régions hispanophones (Amérique latine).
En géologie, une chaîne de montagne est définie comme étant une région de la surface de la Terre comprimée et plissée. Les caractéristiques et la répartition de ces reliefs s'expliquent facilement dans le cadre de la théorie de la tectonique des plaques. Suivant les modalités de leur formation, on distinguera alors les chaînes de subduction (une plaque glissant sous une autre), les chaînes de collision (une plaque heurtant une autre), les chaînes d'obduction (une plaque sur une autre) et des chaînes de coulissage (une chaîne à côté d'une autre).
Un massif montagneux est lui aussi un ensemble de montagnes, mais il présente la particularité de former un bloc continu.

## Principales chaînes de montagnes
Les chaînes de montagnes géologiquement anciennes, appelées aussi massifs anciens ou bourrelets marginaux, sont des régions constituées de roches paléozoïques ayant subi un soulèvement. Elles ont ensuite été nivelées par l'érosion et rajeunies lors des poussées orogéniques de montagnes récentes situées à proximité. Mais ce rajeunissement ne suffit pas à leur donner une forme de chaîne, aussi ce terme est plutôt réservé aux chaînes de montagnes géologiquement jeunes (formées depuis le début du Crétacé il y a 140 Ma) sur la surface terrestre de la Terre. Ces chaînes sont associées principalement à la ceinture de feu du Pacifique, à la ceinture alpine et aux dorsales océaniques. Ces deux grandes ceintures sont longues de plusieurs dizaines de milliers de kilomètres, large de 200 à 1 000 km, avec une altitude qui dépasse par endroits 8 km. Ces chaînes sont toujours en surrection, phénomène compensé par une érosion intense qui tend à les niveler.
La ceinture de feu du Pacifique comprend la cordillère des Andes en Amérique du Sud et qui se prolonge à travers la cordillère nord-américaine des montagnes Rocheuses, jusqu'à la chaîne aléoutienne et la péninsule du Kamtchatka, le Japon, Taïwan, les Philippines, la Papouasie-Nouvelle-Guinée et la Nouvelle-Zélande. La cordillère des Andes, longue de 7 000 km, est souvent considérée comme la plus longue chaîne de montagnes au monde.
La ceinture alpine comprend l'Indonésie et l'Asie du Sud-Est à travers la chaîne de l'Himalaya (avec notamment l'Everest, le plus haut sommet du monde) et se termine dans les Alpes.
Les dorsales océaniques forment la plus longue chaîne de monts sous-marins du monde avec une longueur totale d'environ 65 000 km.